# Comuna de Radzymin
Radzymin (polaco: Gmina Radzymin) é uma gminy (comuna) na Polónia, na voivodia de Mazóvia e no condado de Wołomiński. A sede do condado é a cidade de Radzymin.
De acordo com os censos de 2004, a comuna tem 18 813 habitantes, com uma densidade 143,7 hab/km².

## Área
Estende-se por uma área de 130,93 km², incluindo:
- área agricola: 62%
- área florestal: 23%

## Demografia
Dados de 30 de Junho 2004:
|                      | Total   | Total | Mulheres | Mulheres | Homens  | Homens |
| -------------------- | ------- | ----- | -------- | -------- | ------- | ------ |
|                      | pessoas | %     | pessoas  | %        | pessoas | %      |
| População            | 18 813  | 100   | 9550     | 50,8     | 9263    | 49,2   |
| Densidade (pop./km²) | 143,7   | 100   | 72,9     | 72,9     | 70,7    | 70,7   |

De acordo com dados de 2002, o rendimento médio per capita ascendia a 1283,09 zł.

## Subdivisões
- Arciechów, Borki, Cegielnia, Ciemne, Dybów-Kolonia, Emilianów, Łąki, Łosie, Mokre, Nadma, Nowe Załubice, Nowy Janków, Popielarze, Ruda, Rżyska, Sieraków, Słupno, Stare Załubice, Stary Dybów, Stary Janków, Wiktorów, Zawady, Zwierzyniec.

## Comunas vizinhas
- Dąbrówka, Klembów, Kobyłka, Marki, Nieporęt, Serock, Wołomin